# Otto Linné Erdmann

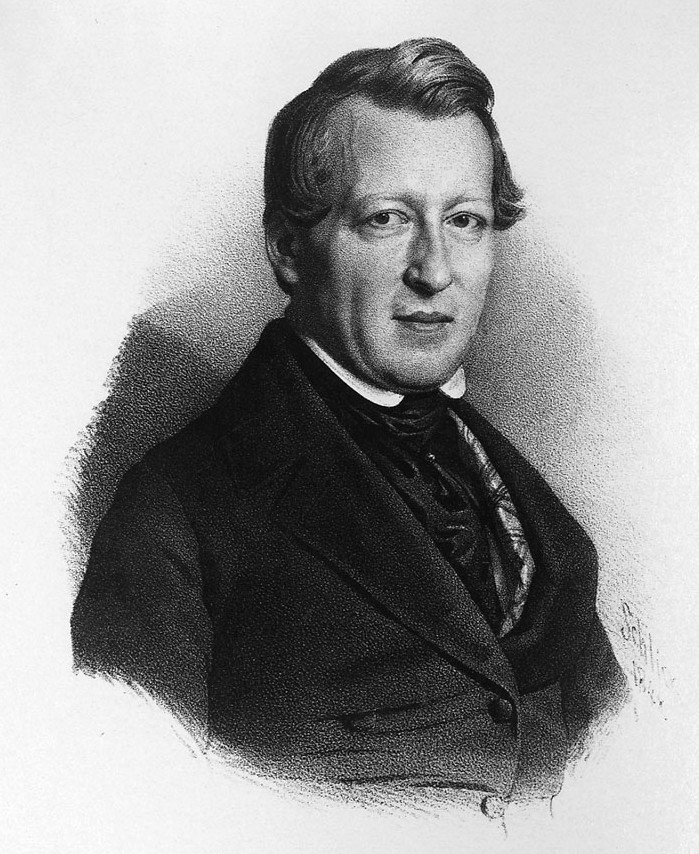
Otto Linné Erdmann.

Otto Linné Erdmann, född 11 april 1804 i Dresden, död 9 oktober 1869 i Leipzig, var en tysk kemist. Han var son till Karl Gottfried Erdmann och far till Otto Erdmann.
Erdmann var professor i teknisk kemi vid Leipzigs universitet. Han gjorde viktiga undersökningar över nickel och dess föreningar samt över indigo och andra färgämnen samt bestämde med Richard Felix Marchand atomvikten för flera grundämnen. 
Bland Erdmanns skrifter kan nämnas Lehrbuch der Chemie (1828; fjärde upplagan 1851). Åren 1828-33 utgav han "Journal für technische und ökonomische Chemie", och 1834-57 redigerade han, tillsammans med flera andra forskare "Journal für praktische Chemie".